# ÖAF

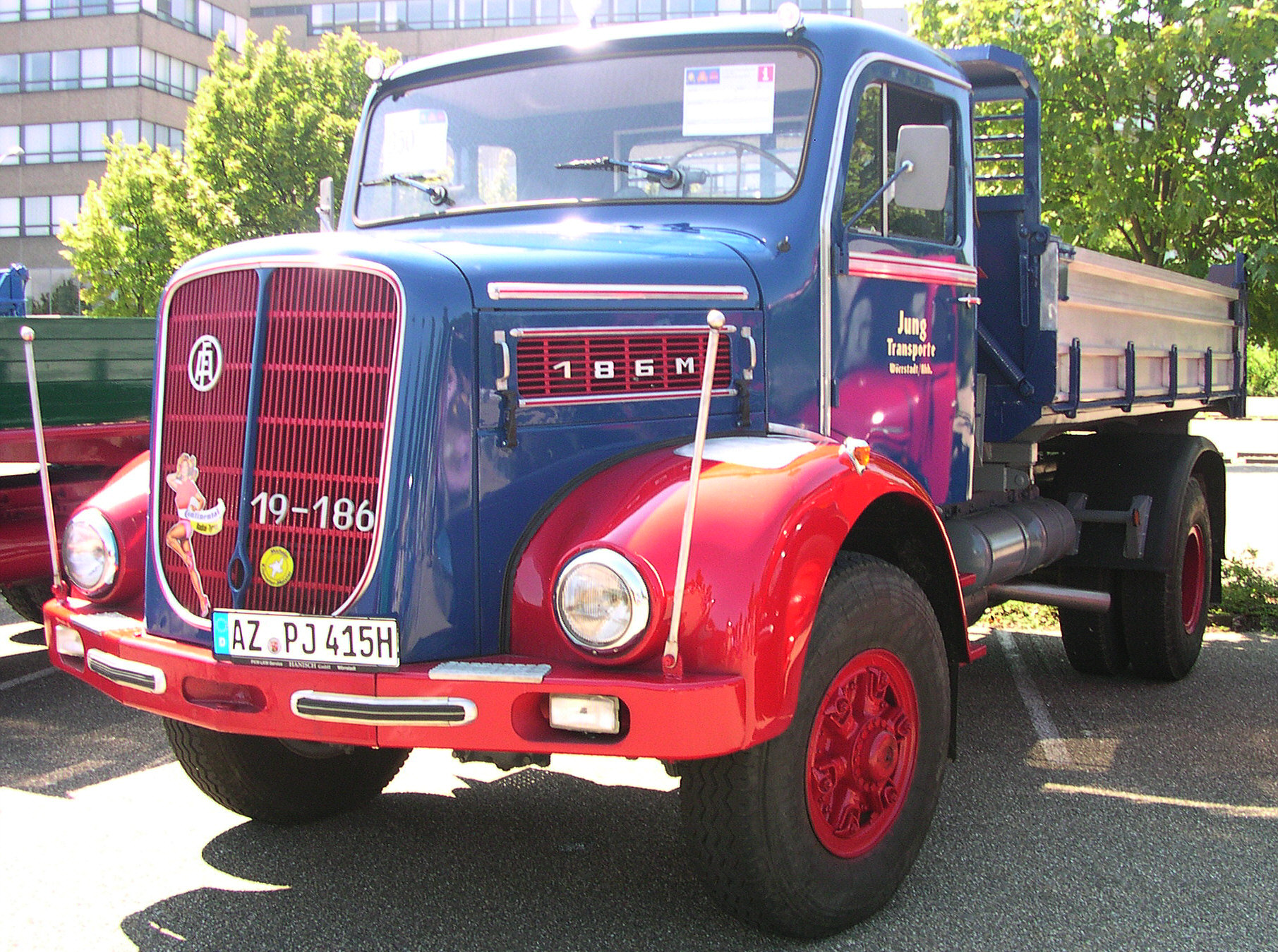
ÖAF 19.186

ÖAF (Aanvankelijk Österreichische Austro-Fiat, later Österreichische Automobil-Fabrik) was een Oostenrijks (Oostenrijks-Hongaars) auto- en vrachtauto merk.
Het kwam voort uit het in Wenen gevestigde Austro-Fiat, dat al voor de Eerste Wereldoorlog eigen producten begon te ontwikkelen. In 1925 werd het merk omgevormd en kwam de naam Austro-Fiat de vervallen. In 1936 werd met MAN een licentieverdrag aangegaan voor dieselmotoren. Gelijktijdig nam MAN ook een belang in het bedrijf.
Na de Tweede Wereldoorlog lag Florisdorf in de Russische zone en werden de fabrieken ingezet voor Russische herstelbetalingen. In 1955 kwam ÖAF weer vrij van deze betalingen en begon de fabriek weer met de productie van trucks. Men ging militaire trucks voor Oostenrijk bouwen, maar het leger besloot voor uiteindelijk voor concurrent Steyr te kiezen en hun Pinzgauer. De ÖAF Tornado was daarentegen de meest verkochte truck in Oostenrijk.
In 1970 werd het bedrijf wederom geprivatiseerd, waarna MAN het liet fuseren met Gräf & Stift, waaruit ÖAF Gräf & Stift ontstond, dat in 1971 volledig werd overgenomen door MAN.
Sinds de jaren '70 zijn alle MAN-trucks met ÖAF-grille te krijgen. ÖAF maakt echter voornamelijk speciale en extra zware trucks.